# Хачишвили, Ясон Александрович
Ясон Александрович Хачишвили (1905, село Мукузани, Сигнахский уезд, Тифлисская губерния, Российская империя — неизвестно, село Мукузани, Гурджаанский район, Грузинская ССР) — звеньевой колхоза «Глехта гаертианеба» («Крестьянский союз») Гурджаанского района, Грузинская ССР. Герой Социалистического Труда (1949).

## Биография
Родился в 1905 году в крестьянской семье в селе Мукузани Сигнахского уезда. С раннего возраста трудился виноградарем в личном хозяйстве. В послевоенные годы — звеньевой виноградарей колхоза «Глехта гаертианеба» Гурджаанского района.
В 1948 году звено под его руководством собрало в среднем с каждого гектара по 105,2 центнера винограда с площади 3 гектара. Указом Президиума Верховного Совета СССР от 9 августа 1949 года удостоен звания Героя Социалистического Труда за «получение высоких урожаев винограда в 1948 году» с вручением ордена Ленина и золотой медали «Серп и Молот» (№ 4351).
Этим же указом званием Героя Социалистического Труда были награждены труженики колхоза «Глехта гаертианеба» Николай Абелович Гогиев и Наскид Вардоевич Шайашвили.
После выхода на пенсию проживал в родном селе Мукузани Гурджаанского района. Дата смерти не установлена.